# Józef Pietrzykowski
Józef Pietrzykowski (ur. 1929 w Dubnie, zm. 1 czerwca 2022) – polski doktor, inżynier technologii drewna, specjalizujący się w projektowaniu zakładów przemysłowych, wykładowca i nauczyciel akademicki związany z Wyższą Szkołą Pedagogiczną w Opolu (obecnie Uniwersytet Opolski).

## Życiorys
Urodził się w 1929 roku. Pochodził z okolic Dubna na Wołyniu. We wsi Konstantynówka spędził swoje dzieciństwo i wczesną młodość. W czasie II wojny światowej był świadkiem walk Polaków z banderowcami. W 1943 roku w tych dramatycznych okolicznościach schronił się z rodzicami przed Ukraińcami w Kiwercach pod Łuckiem. W 1945 roku wraz z matką i rodzeństwem przyjechał na Śląsk Opolski i zamieszkał w Kuropsie koło Korfantowa. Do liceum uczęszczał początkowo w Niemodlinie, a później w Opolu, gdzie zdał egzamin maturalny w 1950 roku. Następnie podjął studia na Uniwersytecie im. Adama Mickiewicza w Poznaniu, po czym przeniósł się na tamtejszą Wyższą Szkołę Rolniczą. W 1956 roku uzyskał tytuł magistra inżyniera technologii drewna.
Jeszcze jako student poznańskiej WSR, został zatrudniony tam jako asystent w Katedrze Projektowania Zakładów Przemysłu Drzewnego. W 1964 roku obronił pracę doktorską na Wydziale Inżynierii Budowlanej Politechniki Warszawskiej. Potem odbył roczny staż w Akademii Techniczno-Leśnej im. Kirowa w Leningradzie. Po powrocie został kierownikiem Wojewódzkiego Związku Spółdzielni Inwalidów w Opolu.
Z opolską Wyższą Szkołą Pedagogiczną związał się w 1969 roku, zostając adiunktem w nowo powstałym Zakładzie Maszynoznawstwa. Na uczelni tej pełnił jeszcze funkcję prodziekana Wydziału Matematyki, Fizyki i Chemii w latach 1972–1975, a następnie jego dziekana (1976–1984). Równocześnie sprawował obowiązki dyrektora Instytutu Techniki WSP. W 1984 roku został po raz kolejny prodziekanem wydziału, a w 1987 roku Rada Wydziału wybrała go znowu dziekanem (do 1990).
W 1990 roku kandydował na senatora po śmierci prof. Edmunda Osmańczyka, prowadząc bardzo atrakcyjną kampanię wyborczą, jednak ostatecznie przegrał w wyborach ze swoją koleżanką z klasy z czasów liceum, prof. Dorotą Simonides oraz Henrykiem Krollem.

## Dorobek naukowy
Ma na swoim koncie kilkadziesiąt prac naukowych oraz zastrzeżeń patentowych. Do ważniejszych jego prac należą:
- Metodyka projektowania dyplomowego, wyd. WSP, Opole 1975.
- Pracownia techniczna II., wyd. WSP, Opole 1977.
- Zarys metodyki wykonywania prac magisterskich na kierunkach technicznych studiów pedagogicznych, wyd. WSP, Opole 1984.
- Nauczanie techniki jako element kształtowania kultury, wyd. WSP, Opole 1990.